# Jeden Izrael (1980)
Jeden Izrael (hebrejsky: ישראל אחת; Jisra'el Achat) byla izraelská politická strana existující v letech 1980–1981.

## Okolnosti vzniku a ideologie strany
Stranu založil 11. listopadu 1980 poslanec Jicchak Jicchaki, který byl původně ve volbách roku 1977 zvolen za stranu Šlomcijon. Pak se ovšem tato strana sloučila s Likudem, do jehož poslaneckého klubu přešel i Jicchaki. Jenže Likud v té době začal procházet rozkolem, který byl vyvolán nesouhlasem části strany s dohodami z Camp Davidu, které podepsal premiér Menachem Begin a které vedly k uzavření míru mezi Izraelem a Egyptem, ovšem za cenu izraelského stažení ze Sinajského poloostrova. Sedm poslanců Likudu na protest opustilo v roce 1980 poslanecký klub strany (jeden z nich se ovšem později vrátil). Vznikly tak nové politické odštěpenecké formace jako Rafi-Rešima Mamlachtit, kterou založili tři bývalí poslanci Likudu, nebo Techija, na jejímž vzniku se podíleli dva bývalí poslanci za Likud. Další poslanec Josef Tamir odešel do strany Šinuj.
Jicchak Jicchaki také opustil Likud a po nějakou dobu vystupoval jako nezařazený poslanec. Pak utvořil novou formaci nazvanou Jeden Izrael. Jicchaki neúspěšně oslovil americko-izraelského basketbalistu Tala Brodyho, aby se k nové straně přidal. Ve volbách roku 1981 strana Jeden Izrael kandidovala, ale nezískala mandáty, protože nepřesáhla 1 % hlasů. Po volbách strana přestala fungovat.
Nesouvisí s identicky pojmenovaným politickým uskupením Jeden Izrael z konce 90. let 20. století.